# Blizne
Blizne – wieś w województwie podkarpackim, w powiecie brzozowskim, w gminie Jasienica Rosielna. Lokowana przez Kazimierza Wielkiego w 1366.
Wieś prawa wołoskiego przed 1400 rokiem. Na przełomie XVI i XVII wieku położona była w ziemi sanockiej województwa ruskiego. Wieś klucza brzozowskiego biskupów przemyskich.
W latach 1954–1972 wieś należała i była siedzibą władz gromady Blizne. W latach 1975–1998 miejscowość położona była w województwie krośnieńskim.

## Położenie
Blizne znajduje się przy drodze wojewódzkiej nr 886 w odległości 4 km na północny zachód od Brzozowa. Przez wieś przepływa rzeka Stobnica na Pogórzu Dynowskim. Sąsiednimi miejscowościami są: Stara Wieś, Domaradz, Golcowa, Orzechówka oraz Jasienica Rosielna.

## Części wsi
Integralne części wsi Blizne: Budy, Czarna Górka, Czubówka, Drożdżalówka, Dwór, Góra, Jasionka, Kaczmarówka, Kozia Górka, Kuflowa Górka, Pańskie Pole, Role, Stawiska, Wygon
| SIMC    | Nazwa         | Rodzaj    |
| ------- | ------------- | --------- |
| 0352220 | Budy          | część wsi |
| 0352236 | Czarna Górka  | część wsi |
| 0352242 | Czubówka      | część wsi |
| 0352259 | Drożdżalówka  | część wsi |
| 0352265 | Dwór          | część wsi |
| 0352271 | Góra          | część wsi |
| 0352288 | Jasionka      | część wsi |
| 0352294 | Kaczmarówka   | część wsi |
| 0352302 | Kozia Górka   | część wsi |
| 0352319 | Kuflowa Górka | część wsi |
| 0352325 | Pańskie Pole  | część wsi |
| 0352331 | Role          | część wsi |
| 0352348 | Stawiska      | część wsi |
| 0352354 | Wygon         | część wsi |

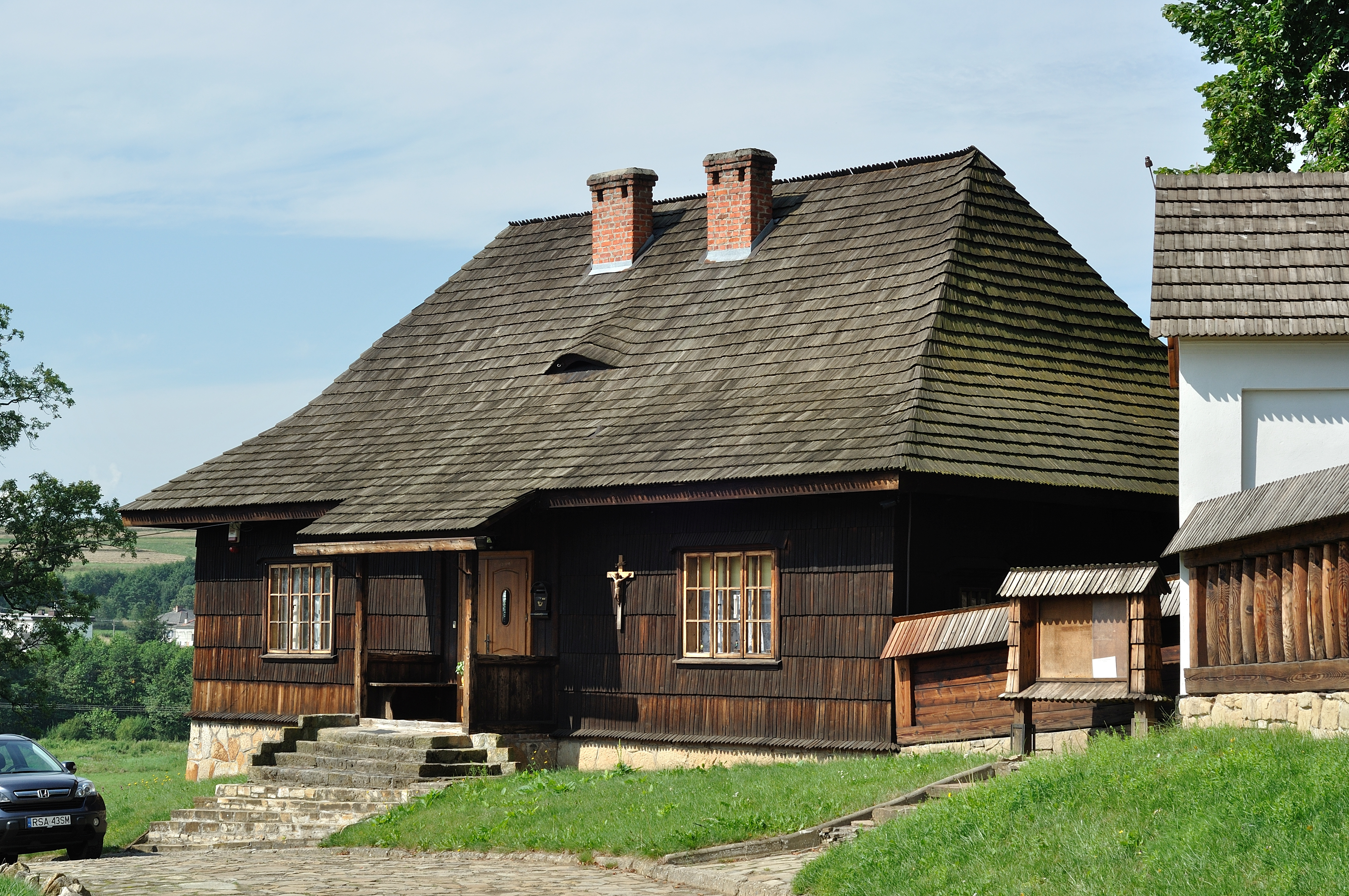
Plebania
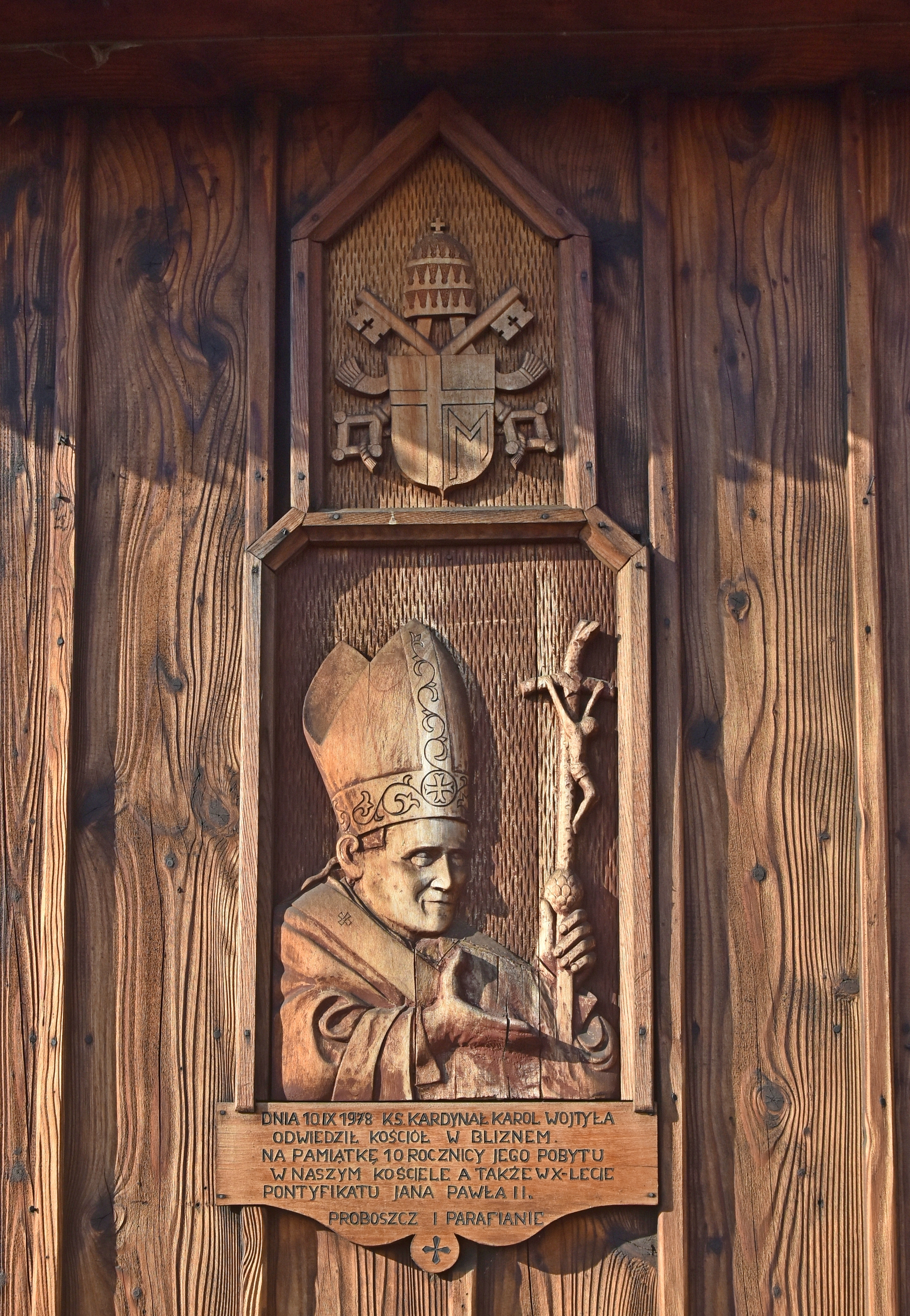
Tablica upamiętniająca wizytę Karola Wojtyły w kościele drewnianym
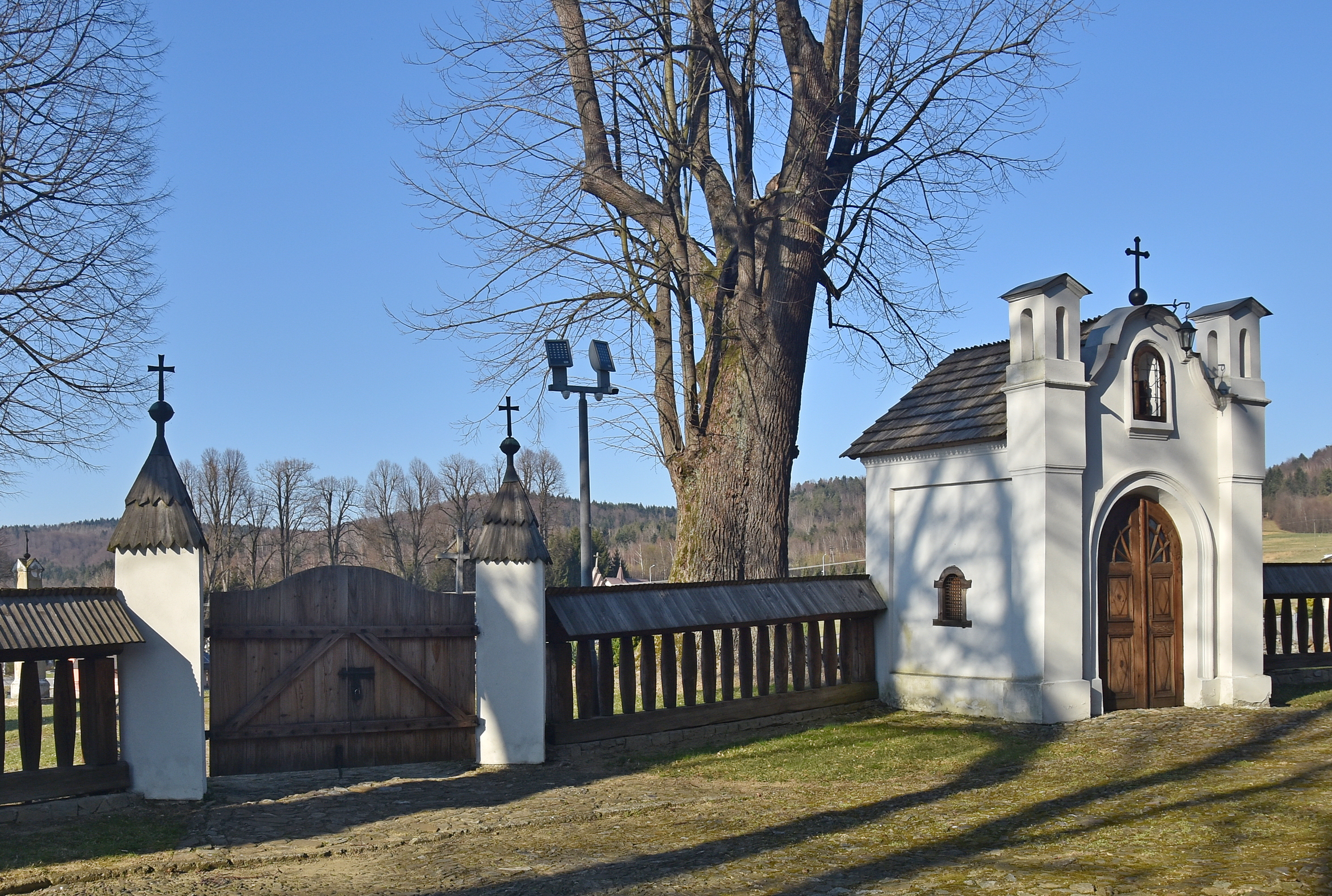
Kapliczka w ogrodzeniu

## Zabytki
Na terenie miejscowości na pagórku otoczonym drzewami znajduje się unikatowy w skali światowej zespół kościelno-plebański. Drewniany kościół parafialny pw. Wszystkich Świętych, powstał najprawdopodobniej w XV lub XVI w., w stylu gotyckim. W I poł. XVII w. dobudowano do niego wieżę, a na początku XIX w. rozebrano okalające soboty. W latach 1964–1980 obiekt został gruntownie odrestaurowany.
Kościół zbudowany jest na zrąb z jodłowych bali. Od zachodu przylega do niego masywna dzwonnica z nadwieszoną izbicą. Bryła świątyni pokryta jest gontami. Wnętrze składające się z kruchty, kwadratowej nawy i prezbiterium posiada bogaty, kolorowy wystrój. Zdobią go bezcenne polichromie 3 różnych dekoracji malarskich pokrywająca ściany świątyni, wykonane w XVI-XVIII w. Przedstawiają tzw. "liber- pauperum" (księgę ubogich), czyli obrazkowy przekaz biblijny. Dekoracje przedzielone są pasami ornamentu roślinnego i groteski. Większość namalowanych scen na ścianie to fundacje chłopskie, m.in. Doroty i Macieja Skarbków, Piotra Mońka oraz Marcina. Ołtarz główny oraz boczne pochodzą z XVIII w., natomiast ambona jest późnorenesansowa. W bocznym ołtarzu cudowna figura Matki Bożej Łaski Pełnej, wyrzeźbiona w drewnie lipowym ok. 1500, (w stylu szkoły W. Stwosza), która stanowiła część tryptyku ołtarza.
W 2003 cały obiekt wraz z Haczowem i drewnianymi kościołami Małopolski został zapisany na listę światowego dziedzictwa UNESCO.

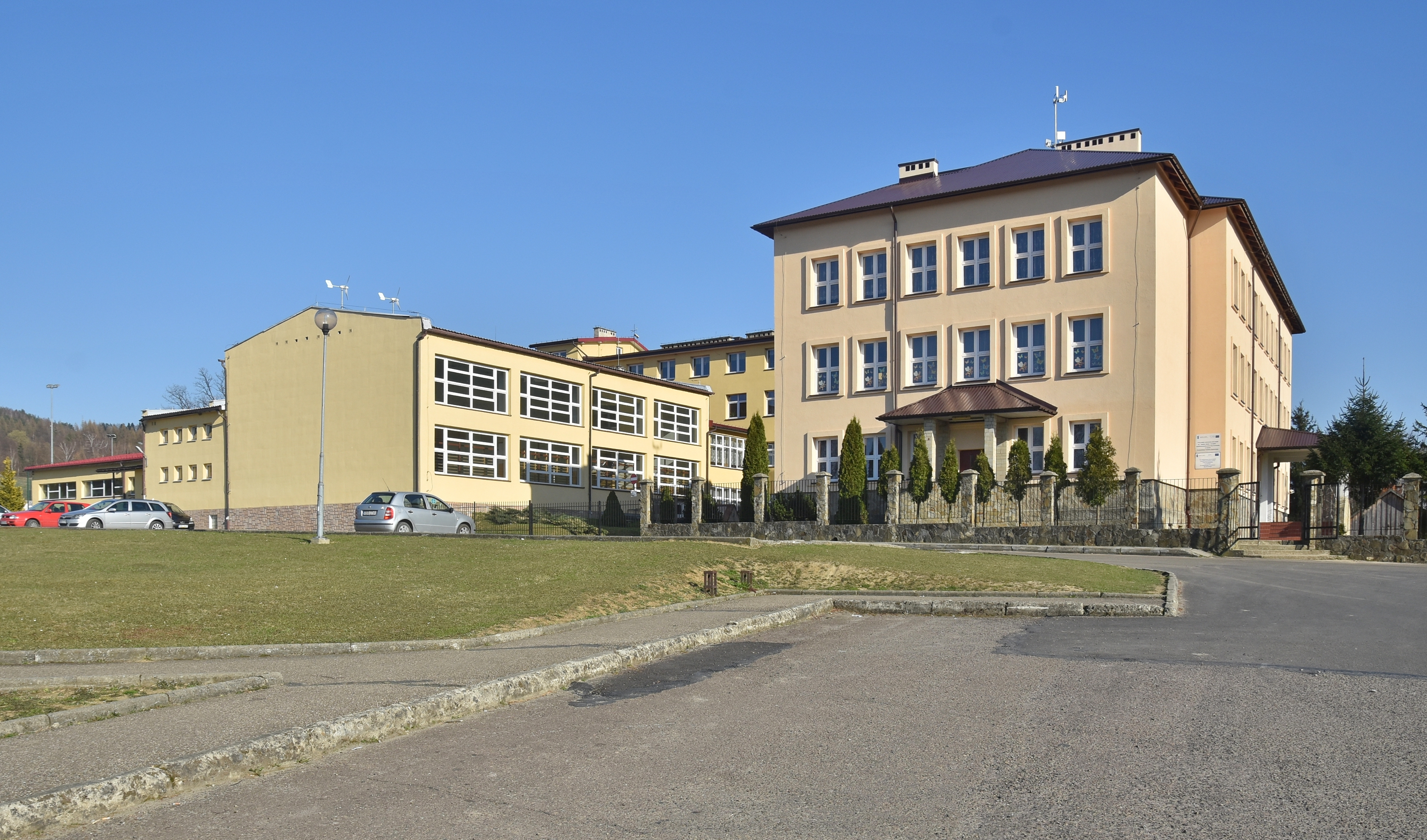
Szkoła
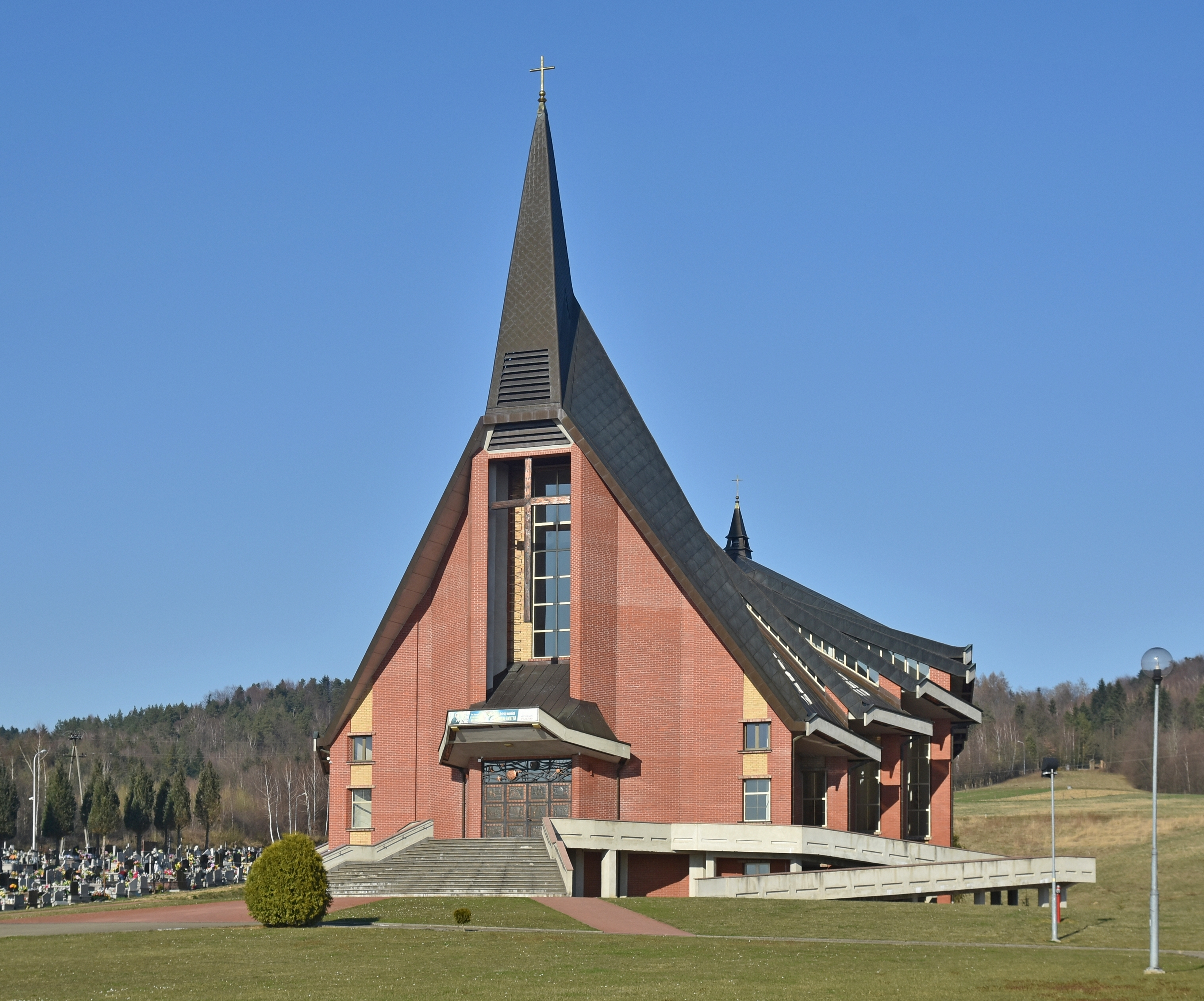
Nowy kościół parafialny
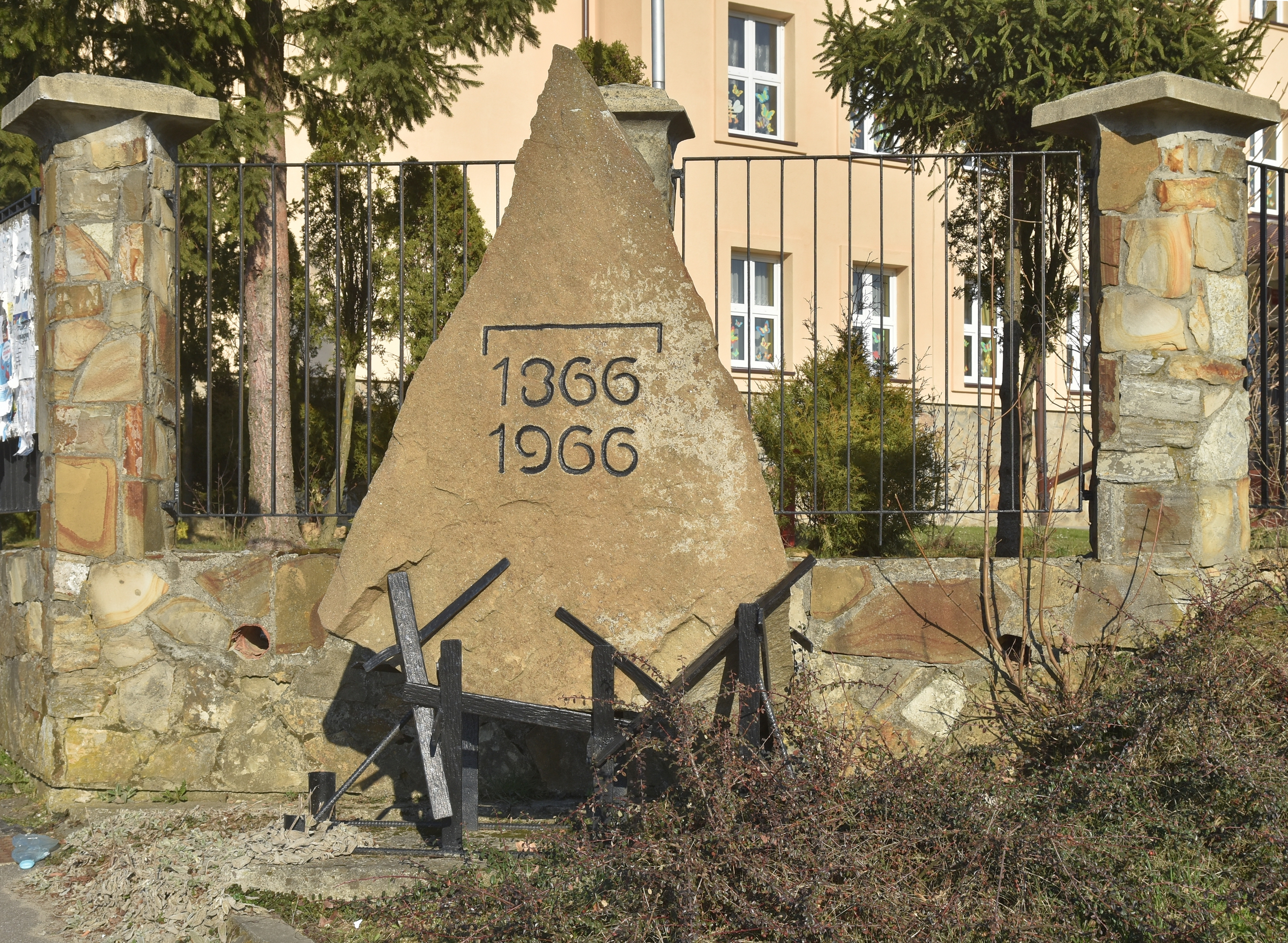
Głaz jubileuszowy

## Legenda związana ze wzgórzemMichałek
Przy drodze łączącej Blizne z Golcową na Górze św. Michała (Michałek, na Michałku) (423 m), w otoczeniu drzew znajduje się kaplica świętego Michała Archanioła. Z miejscem tym wiąże się legenda o napadzie Tatarów i cudownym ocaleniu ludzi, którzy tu szukali schronienia.
Liczne hordy Tatarów, które w 1624 napadały na tamte tereny, paliły wsie biorąc wielu ludzi w jasyr, dotarły do Bliznego. Część mieszkańców schroniła się na wzgórzu i odpierała ataki najeźdźców, modląc się o cudowne ocalenie. Rozpętała się burza i ludzie ujrzeli spływające z nieba zastępy uzbrojonych aniołów - rycerzy w białych szatach, którym przewodził sam święty Michał Archanioł. Tatarzy widząc to, przerazili się i pouciekali. Na pamiątkę tego cudownego uwolnienia ludności zabranej w jasyr przez Tatarów w 1624, za wstawiennictwem tego świętego, wybudowano na wzniesieniu drewnianą kapliczkę pw. św. Michała Archanioła. Kapliczkę wzniósł prawdopodobnie ks. Jan Józef Nałogowski, proboszcz miejscowy, w latach 1670-1684, realizując ślub złożony przez ówczesnego duszpasterza w czasie najazdu Tatarów.
W 1750 kapucyni uzyskali pozwolenie na osiedlenie się na Michałku. Wtedy też rozpoczęła się budowa murowanego kościoła, do którego kamień węgielny został wzięty z drewnianej kaplicy. W 1788 nastąpiła kasacja klasztoru i kościoła, budynki zostały sprzedane i rozebrane, ale kult świętego Michała Archanioła trwał dalej. W 1877 ks. Józef Januszkiewicz postawił kaplicę dokładnie w miejscu dawnego kościoła, a wokoło posadził modrzewie. W tym stanie kaplica przetrwała do dziś.

## Osoby pochodzące z Bliznego
- Józef Nogaj (1856–1926) – nauczyciel
- Feliks Pohorecki (1826–1896) – nauczyciel, poseł do Sejmu Krajowego Galicji III i VII kadencji (1870-1876, 1895-1896), burmistrz Tarnopola, właściciel dóbr Dydnia[9].